# Ipomoea argentea
Ipomoea argentea är en vindeväxtart som beskrevs av Carl Daniel Friedrich Meisner. Ipomoea argentea ingår i släktet praktvindor, och familjen vindeväxter. Inga underarter finns listade i Catalogue of Life.